# Joxerramon Bengoetxea
José Ramón Bengoetxea Caballero (Irún, Guipúzcoa, 15 de junio de 1963), conocido como Joxerramon Bengoetxea, es un político, jurista, abogado y profesor universitario español.
Fue letrado del Tribunal de Justicia de las Comunidades Europeas y Viceconsejero de Trabajo y Seguridad Social del Gobierno Vasco (1998-2001). El 26 de noviembre de 2024 ganó las elecciones a rector de la UPV/EHU con el 63,63% del voto ponderado.

## Biografía
Se licenció en Derecho en la Universidad del País Vasco en 1986 y se doctoró en Derecho en la Universidad de Edimburgo de Escocia en 1989, bajo la dirección del catedrático Neil MacCormick, con una tesis que fue publicada por la Universidad de Oxford. Durante su doctorado realizó estancias de investigación en Berlín y Florencia (Instituto Universitario Europeo). Tras su doctorado fue asistente del profesor Jung en la Universidad de Saarlandes.
Ha sido letrado del Tribunal de Justicia de las Comunidades Europeas (hoy Tribunal de Justicia de la Unión Europea, desde 2009) entre 2001 y 2004 y entre 1993 y 1998, preparando proyectos de sentencias para los jueces del TJCE y también ha sido conferenciante en el Tribunal de Justicia para grupos visitantes académicos y judiciales sobre temas relacionados con el Tribunal o con la jurisprudencia comunitaria.
Entre 1998 y 2001, siendo consejero Sabin Intxaurraga, fue Vice-consejero de Trabajo y Seguridad Social del Gobierno Vasco, presidente del Consejo general del Instituto Vasco de Seguridad y Salud Laborales y presidente del consejo de dirección de la Sociedad Pública de Promoción de la Formación y el Empleo y presidente de HOBETUZ, Fundación Tripartita Vasca para la Formación Continua. En las elecciones al Parlamento Europeo de 2004 fue candidato de Eusko Alkartasuna por la coalición Europa de los Pueblos. Entre 2015 y 2021 fue secretario general del Consejo Vasco del Movimiento Europeo (EuroBasque).
Ha sido director del Instituto Internacional de Sociología Jurídica de Oñate (2005-2007), profesor visitante en la Universidad de Oxford en 2001, Stanford, 2012, Helsinki 2013 y Kansai, 2014. Desde abril de 1990 es profesor universitario en la Universidad del País Vasco y desde 2012 también es profesor en la Universidad de Burdeos. Es autor de cinco monografías y de más de 200 artículos científicos o capítulos de libro, sobre cuestiones de teoría del derecho, razonamiento jurídico, culturas jurídicas, derecho de la UE, integración europea, federalismo y justicia transicional. Entre 2011 y 2021 fue el director de Ehugune programa de transferencia de la Universidad del País Vasco (UPV/EHU).
En 2010 le concedieron el Premio Eusko Ikaskuntza de Humanidades Cultura, Artes y Ciencias Sociales en reconocimiento a su trayectoria académica y científica. En febrero de 2021 obtuvo la cátedra de filosofía del derecho (bilingüe) y en diciembre de 2021 ganó el Premio Jesus María de Leizaola sobre autogobierno vasco, por una monografía sobre los diálogos judiciales como epifenómeno de la justicia. Entre 2005 y 2009 fue vocal de la Junta Electoral de Euskadi nombrado por el Parlamento Vasco (EA) y desde 2015 es miembro de la Comisión Arbitral de Euskadi por la provincia de Álava nombrado por el Gobierno Vasco. Desde 2008 es patrono de la Fundación Instituto Internacional de Sociología Jurídica de Oñate y desde 2021 es patrono de la Fundación Iura Vasconiae.

## Rector de la UPV/EHU
Bengoetxea tomó posesión el día, 27 de enero de 2025, del cargo de rector de la UPV/EHU, en un acto celebrado en Ajuria Enea en Vitoria, acto que ha presidido el lehendakari Imanol Pradales.
El profesor Bengoetxea fue elegido por el 63,85% del voto en las elecciones celebradas el 26 de noviembre  de 2024 en la UPV/EHU, en las que se impuso a la rectora Eva Ferreira. El rector o rectora de la UPV/EHU es elegido por la comunidad universitaria por sufragio universal ponderado.